# Пірейський порт
Пірейський порт — морський порт Пірея, найбільший в Греції. Як пасажирський порт — найбільший в Європі, а також третій у світі. Один з десяти найбільших європейських контейнерних портів.

## Показники роботи
Загальна статистика, тонн
| Рік         | 2007       |
| ----------- | ---------- |
| Ролкери*    | 1,108,928  |
| Навалом*    | 606,454    |
| Інші грузи* | 6,278,635  |
| Контейнери* | 12,127,899 |
| Всього*     | 20,121,916 |

Пасажирський термінал — пасажиропотік за 2003-2007 роки, осіб
| Years                   | 2003       | 2004       | 2005       | 2006       | 2007       |
| ----------------------- | ---------- | ---------- | ---------- | ---------- | ---------- |
| Внутрішні перевезення   | 11,713,269 | 11,159,274 | 11,484,763 | 11,668,647 | 11,572,678 |
| Поромні перевезення     | 8,397,292  | 8,393,053  | 7,977,880  | 7,636,426  | 8,395,492  |
| Іноземні пасажири       | 823,339    | 757,552    | 925,782    | 1,202,190  | 1,554,747  |
| Загальний пасажиропотік | 20,933,900 | 20,255,879 | 20,388,425 | 20,507,263 | 21,522,917 |